# Босхе, Арт ван ден
Арт ван ден Босхе (нидерл. Aert van den Bossche; настоящее имя Арт Панхедель нидерл. Aert van Panhedel, ранее именовался искусствоведами Мастером Криспина и Криспиниана (англ. Master of the Crispinus and Crispinianus-Legend), ок 1450, Хертогенбос (?) — после 1499, Брюссель (?)) — художник раннего фламандского Возрождения, работавший в Брюсселе и Брюгге в конце XV века. Имя этого художника долгое время было известно только из документов гильдий святого Луки (гильдий художников) Брюгге и Брюсселя, и не привлекало к себе особого внимания, пока обнаруженная в одном из бельгийских архивов квитанция на оплату живописного заказа не позволила связать ван ден Босхе с довольно известным произведением: триптихом «Мученичество святых Криспина и Криспиниана», разделённым между тремя крупными музеями (один из которых — ГМИИ имени Пушкина в Москве).

## История триптиха

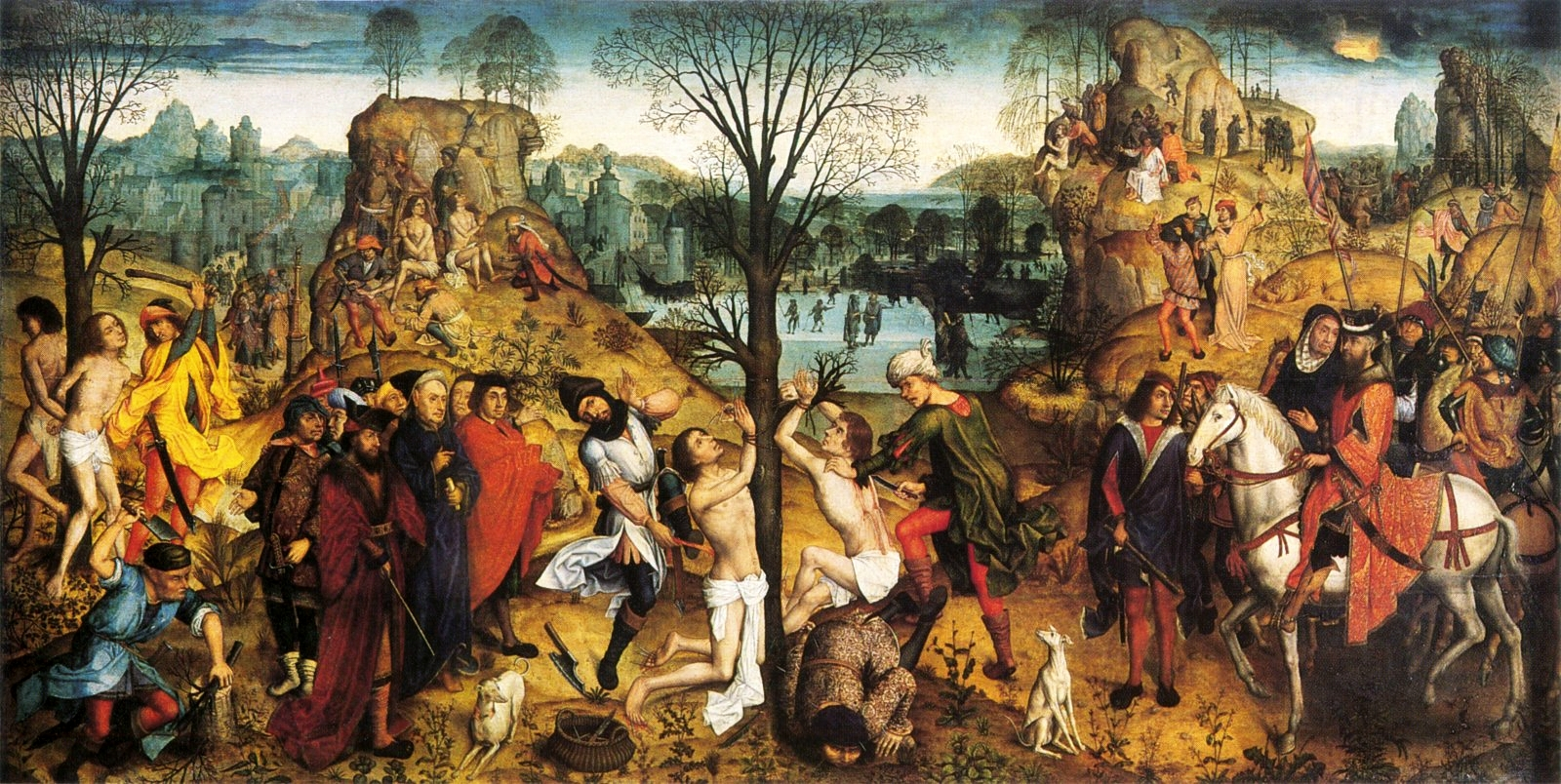
Мученичество святых Криспина и Криспиниана. Центральная часть триптиха. Музей Вилянувского дворца, Варшава.

В конце XVIII века граф Потоцкий, проживавший в России польский аристократ, приобрёл в Санкт-Петербурге у неустановленного лица (вероятно, из числа русских аристократов) крупное по масштабам и привлекающее внимание произведение эпохи фламандского возрождения. Эту картину Потоцкий увёз в свой Вилянувский дворец в окрестностях Варшавы (ныне Вилянув — уже не отдельный населённый пункт, а район польской столицы), где она с тех пор хранилась, сперва как часть частной коллекции Потоцких, а затем — как часть коллекции музея, разместившегося в Вилянувском дворце. Там же картина находится и в настоящее время. При этом, более ста лет был неизвестен не только автор картины, но и, что более необычно, её сюжет. Среди предлагаемых вариантов были «Десять тысяч мучеников» и ряд других вариантов, но все предположения наталкивались на явные несостыковки между житийными сюжетами, посвящёнными соответствующим святым, и тем, что фактически изображено на картине.
Загадку удалось решить Яну Бялостоцкому, члену-корреспонденту Польской академии наук, профессору Варшавского университета и куратору  Галереи зарубежного искусства Национального музея в Варшаве. Для того, чтобы определить сюжет картины, Бялостоцкий использовал необычный метод: вооружившись определителями растений, он идентифицировал 13 растений, изображённых на картине, и выяснил, что большинство из них в эпоху Ренессанса использовались для дубления кож. Следовательно, сделал вывод Бялостоцкий, на картине должны быть изображены покровители ремесленных цехов кожевников или сапожников. Святыми покровителями как сапожников, так и кожевников, в Бельгии почитались святые Криспин и Криспиниан. Так был установлен сюжет картины.
Согласно житийной легенде, святые Криспин и Криспиниан были братьями-близнецами, родившимися в знатной римской семье в III веке нашей эры. Их якобы преследовал, пытал и казнил за исповедание христианства римский наместник Риктий Вар в провинции Галлия Бельгика. В дальнейшем, Криспин и Криспиниан особенно почитались в Бельгии, где считались покровителями сапожников и кожевников. Их праздник отмечался 25 октября, и имел большое значение для соответствующих гильдий.
После того, как сюжет картины удалось выяснить, в одном из бельгийских архивов была обнаружена квитанция 1490 года о вознаграждении, выплаченном брюссельской гильдией сапожников художнику по имени Арт ван ден Босхе  за триптих «Мученичество святых Криспина и Криспиниана». Триптих предназначался для алтаря гильдии в церкви Святого Николая. Обнаружение этой квитанции привело к установлению личности мастера, причём создателем полотна оказался художник, чье имя до этого не удавалось связать с конкретными картинами.

## Биография художника

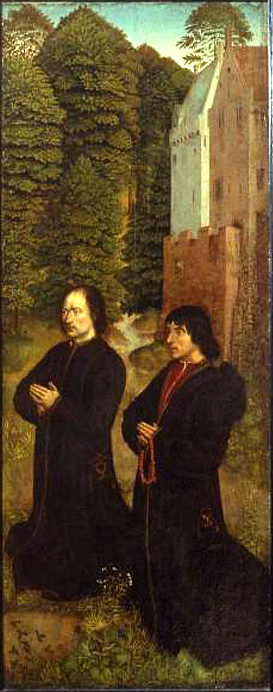
Два представителя цеха сапожников — донаторы алтаря святых Криспина и Криспиниана. Створка из ГМИИ имени А. С. Пушкина в Москве.

После этого были ещё раз проанализированы упоминания об Арте ван ден Босхе, сохранившиеся в документах того времени. Однако, даже теперь о художнике известно не слишком много. Считается, что он родился около 1450 года. Скорее всего, он родился в городе Хертогенбос (или, по крайней мере, там родился отец художника). Этот вывод можно сделать на том основании, что в Брюсселе, где художник работал с 1490-х годов, он был записан в документах в 1499 году как «Арт ван Панхедель, по прозвищу ван ден Босхе, художник». Город Хертогенбос в просторечии называется Ден Босх, поэтому ван ден Босхе может означать «из Хертогенбоса». Предполагаемый отец художника, Янне ван ден Босхе также был живописцем. Художником стал и сын Арта ван ден Босхе, Гиелис, который фигурирует в документах и как Гиелис ван ден Босхе, и как Гиелис Панхедель.
Предполагается, что Арт ван ден Босхе мог быть учеником или помощником Хуго ван дер Гуса, но эта версия является предварительной.
Первый период творчества ван де Босхе связан с Брюгге, тогда как второй — с Брюсселем. В документах, происходящих из Брюсселя, художник неоднократно упоминается в 1490-х годах.
В Брюсселе работа ван де Босхе шла успешно, так что со временем он стал членом городского совета Брюсселя. Успешным и уважаемым современниками художником был и его сын Гиелис.

### Проблемы атрибуции
Как и большинство других художников того времени, Арт ван ден Босхе обычно не подписывал своих работ. В результате, при анализе сохранившихся картин раннего фламандского возрождения искусствоведы уже давно столкнулись с проблемой: большое количество художников, чьи имена известны по документам, не имеют надежно идентифицированных работ, а большое количество сохранившихся работ не имеют установленных авторов.
Для того, чтобы заполнить этот пробел, фламандским художникам стали присваивать условные обозначения в форме: слово «Мастер» + название самой известной работы, либо жанра, либо какой-либо особенности живописи (так, Арт ван ден Босхе, в период от установления сюжета его работы до обнаружения именной квитанции именовался мастером Криспина и Криспиниана). «Мастерам» нередко приписывалось по нескольку сходных картин, причём сначала, в первой половине XX века,  это делалось на глаз, а затем, с появлением современных методов анализа, атрибуции уточнялись с помощью сопоставления красок, использованных в разных картинах, сравнения длины и интенсивности мазка, происхождения и возраста холстов и так далее. Наибольшие пересечения манера ван ден Босхе демонстрирует с картинами, обычно приписываемыми Мастеру Святой Варвары и Мастеру вышитой листвы (причём, относительно последнего установлено, что первоначальная, на глаз, атрибуция соответствующей группы картин одному художнику является неверной). Ситуация дополнительно осложняется тем, что работы Гиелиса ван ден Босхе, сына художника, также пока не идентифицированы.

## Другие работы

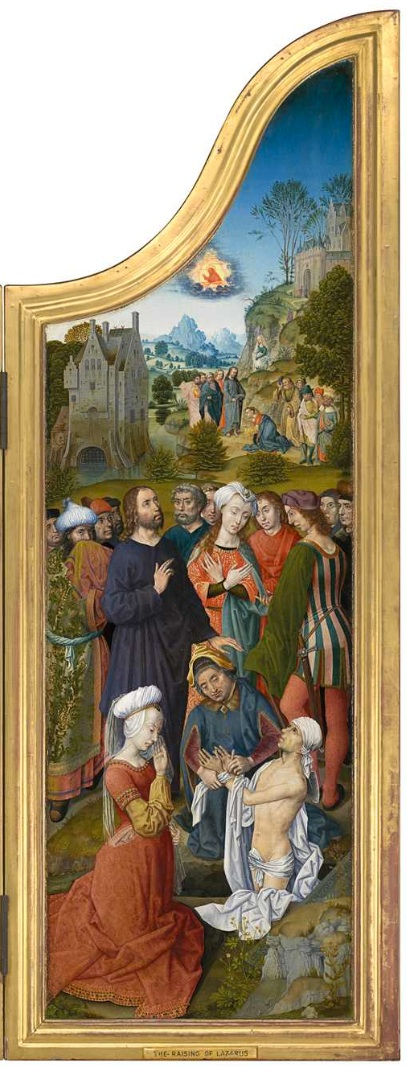
Воскрешение Лазаря.

От триптиха «Мучениство Святых Криспина и Криспиниана» сохранилась не только центральная, но и правая панель. Боковые панели были двухсторонними (триптих был задуман, как большой алтарь-складень).
В неустановленное время (ранее конца XVIII века) правая панель была распилена вдоль на две части, а затем внешняя часть дополнительно поперёк, и продана, как три  отдельные картины.
В результате, внешнее изображение с левой панели сегодня хранится в Государственном музее изобразительных искусств имени А. С. Пушкина в Москве в виде двух самостоятельных картин, тогда как внутреннее — в городском музее Брюсселя.
При этом неясной остаётся судьба левой панели триптиха, которая также может существовать в виде двух (или более) самостоятельных картин.

### Триптих с чудесами Христовыми: Воскрешение Лазаря
Триптих «Чудеса Христовы» находится в собрании Национальной галереи Виктории в Мельбурне, Австралия. Это довольно небольшая работа размером примерно 112 на 184 см. Хотя до сих пор нет единого мнения об атрибуции каждой панели работы, существует точка зрения, что триптих представляет собой результат сотрудничества трех художников, работавших в Брюсселе одновременно: Мастера Святой Екатерины (центральная панель), Мастера княжеских портретов (левая панель) и Арта ван ден Босхе (правая).
Есть основания предполагать, что три части триптиха создавались в разных мастерских, так как по манере исполнения они довольно различны. В то же время, масштаб фигур на всех панелях совпадает (хотя линия горизонта везде находится на разной высоте). Из-за этого у искусствоведов возникло предположение, что все панели изначально предназначались для одного триптиха (совпадает масштаб),  но создавались в трёх разных мастерских (не совпадают манера работ и линия горизонта) тремя разными художниками, которые мало контактировали друг с другом во время исполнения заказа. Такой необычный для того времени формат заказа мог быть обусловлен срочностью исполнения: заказчик мог желать как можно быстрее получить готовый результат.
Известно, что нетерпеливым (вероятнее всего) заказчиком был Адольф Клевский, синьор Равенштейна, влиятельный человек, связанный с правителями Бургундии. Он изображен на левой панели, «Брак в Кане Галилейской». Центральная панель изображает Чудо умножения хлебов, тогда как правая, приписываемая Арту ван дер Босхе, изображает Воскрешение Лазаря.